# Hospital General Dr. José Ignacio Baldó
El Hospital General Dr. José Ignacio Baldó —también conocido como Hospital El Algodonal— es el nombre que recibe un complejo hospitalario que se localiza avenida Intercomunal de Antímano, calle Principal de El Algodonal, en la Parroquia Antímano, del Municipio Libertador, del Distrito Capital, al oeste de la ciudad de Caracas y al centro-norte de Venezuela.
Está conformado por un pediátrico, la maternidad Herrera Vega y el Sanatorio Simón Bolívar. Se trata de uno de los centros de salud públicos más importantes de la ciudad. Además, es un hospital de referencia nacional en enfermedades respiratorias.
Recibe su nombre oficial en honor del Doctor José Ignacio Baldó Soulés, un médico venezolano que luchó contra la tuberculosis en el país y que falleció en 1972.